# Kai Krause

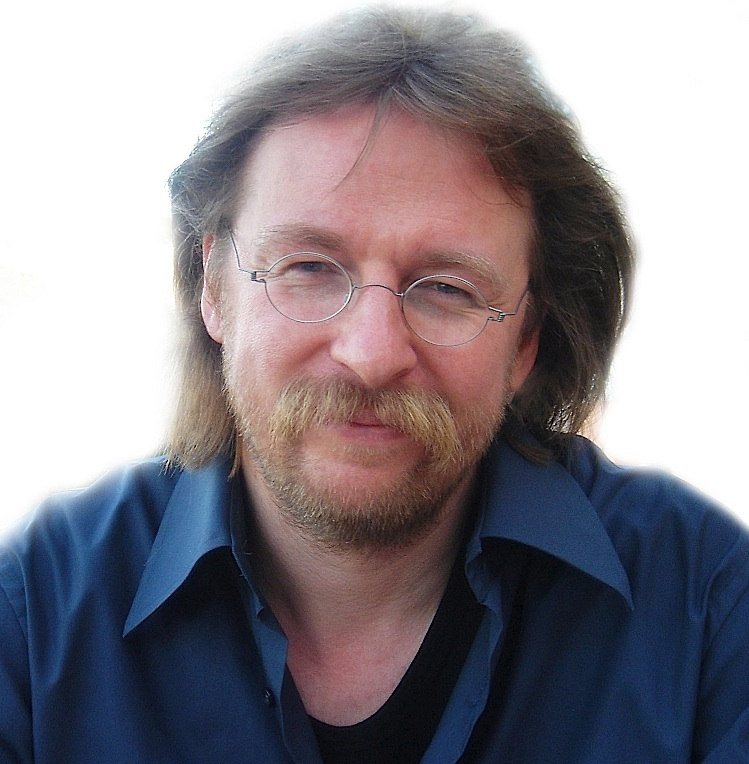
Kai Krause, ca. 2009

Kai Krause (* 14. März 1957 in Dortmund) ist ein deutscher Software-Entwickler, Designer von Mensch-Maschinen-Schnittstellen und Musiker. Bekannt wurde er in den frühen 1990er Jahren durch die Veröffentlichung einer Reihe von Tipps und Tricks zu dem Bildbearbeitungsprogramm Adobe Photoshop, aus der 1992 eine Filtersammlung als Plug-ins für Photoshop entstand. In den folgenden Jahren stellten seine Unternehmen HSC, MetaTools und MetaCreations zahlreiche Grafikprogramme vor, deren gemeinsame Eigenschaft eine innovative Benutzerschnittstelle war.

## Leben
Krause besuchte das Carl-Humann-Gymnasium in Essen und zog 1976 im Alter von 19 Jahren nach Kalifornien. Dort vertiefte er sich zunächst in die Bereiche elektronischer Musik und beschäftigte sich mit Synthesizern und Vocodern. Im Auftrag von Fritz Sennheiser vermittelte er den Vocoder Sennheiser VSM 201, zu dem er das Handbuch verfasste, an Hollywood-Produktionen und Musiker. Er wirkte bei etwa 30 Musikalben und Filmen mit und gewann 1980 einen Clio Award für die Soundeffekte zu einem Radiospot des ersten Star-Trek-Kinofilms. 1982 verkaufte er einen VSM-201 dem Musiker Neil Young. Er wies unter anderem Frank Zappa, Herbie Hancock und Stevie Wonder in seine Funktionsweise ein.
Krause war Miteigentümer der Softwareunternehmen HSC, MetaTools und MetaCreations. 1999 verließ er das Unternehmen und zog im folgenden Jahr zurück nach Deutschland. Seither wohnt er auf Burg Rheineck bei Bad Breisig am Rhein.

### Software

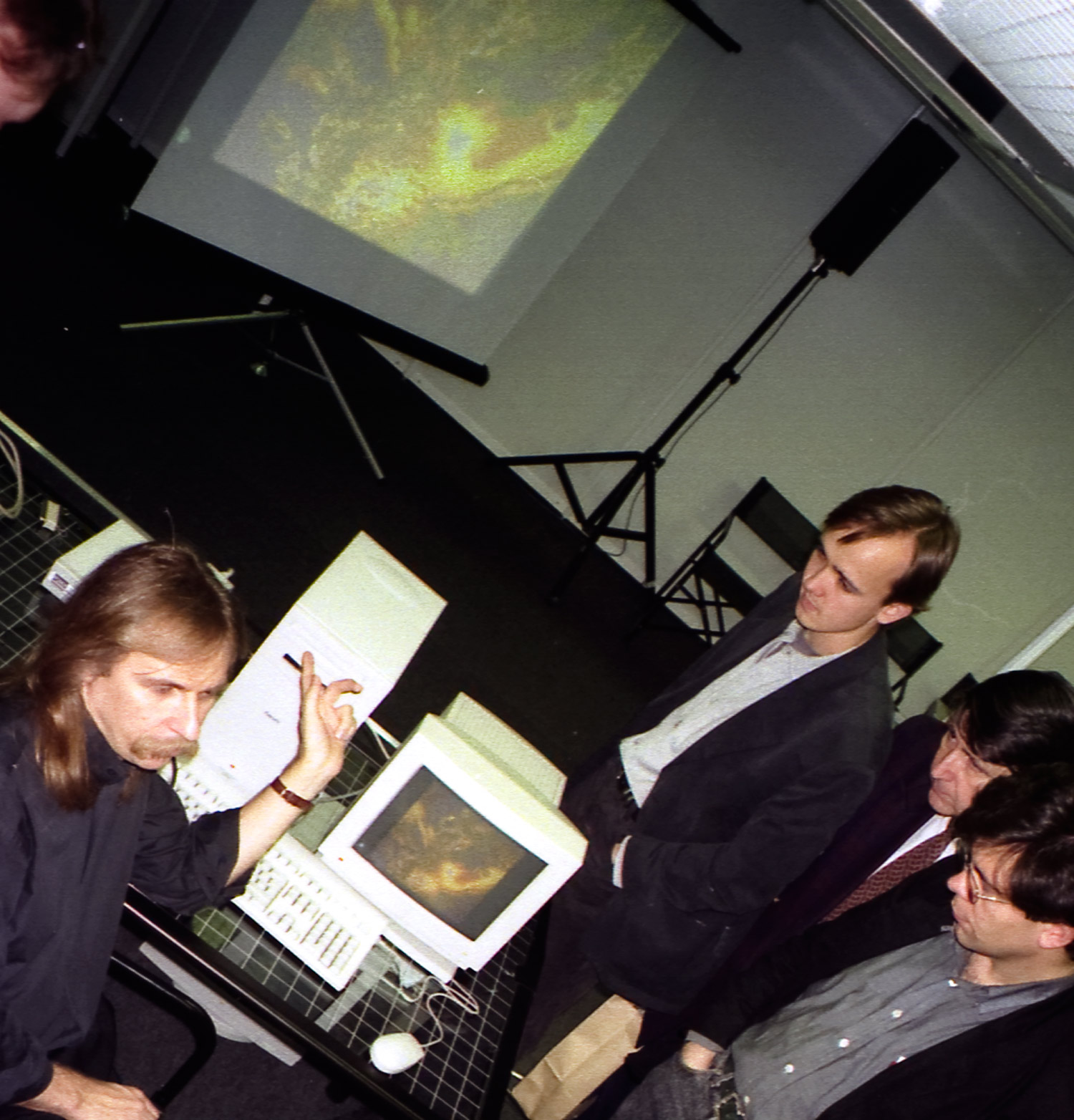
Kai Krause (links) stellt auf einer Computermesse Bryce vor (um 1995)

Krause entwickelte in den frühen 1990er Jahren aus seinen kleinen Photoshop-Tipps eine Sammlung von Bildbearbeitungsfiltern (Plug-ins), die er Kai’s Power Tools (KPT) nannte und als eigenes Produkt vermarktete. Die KPT-Plug-ins waren in der Computergrafikindustrie äußerst erfolgreich und einträglich. 
KPT wurde zunächst durch die HSC Software Corp. entwickelt und vermarktet, die 1995 in MetaTools umfirmiert wurde. 1997 entstand daraus durch Fusion mit Fractal Design das neue Unternehmen MetaCreations. Zu den MetaTools-Produkten zählten Grafikprogramme wie Kai’s Power Tools, Bryce, Poser und Kai’s Power GOO. Unter MetaCreations kamen dann die Programme Painter, LivePicture, Raydream, InfiniD, Kai’s Power Show und Kai’s Photo Soap hinzu. Die von Krauses Unternehmen entwickelten Programme zeichneten sich durch ästhetisch ansprechende und damals ungewohnte Benutzeroberflächen aus.
2013 zeichnete Krause zusammen mit zwei weiteren Entwicklern für die iOS-App Frax verantwortlich. Ferner teilt Krause dann und wann digitale Gedanken.

## Bedeutung und Wirkung
Krause realisierte in den 1990er Jahren mehrere Projekte mit Künstlern wie Douglas Adams, Peter Gabriel und dem Physiker Stephen Hawking. Krause hat einen Master-Titel (h. c.) des Brooks Instituts in Santa Barbara, Kalifornien (1996), und führt den Ehrendoktor der Universität Essen (1999). Das Time-Magazin würdigte ihn 1997 als Leitfigur der Zukunft, Newsweek bezeichnete ihn als einen der 50 einflussreichsten Denker der kommenden Dekade. Im Februar 2005 wurde er von der DEMO-Konferenz als einer der Top-15-Innovatoren der letzten 15 Jahre ausgezeichnet.